# Paul Delacourt
Paul Delacourt, né et mort à une date indéterminée, est un footballeur français ayant joué au poste d'arrière dans les années 1930.

## Biographie
Paul Delacourt joue essentiellement en deuxième division. Il évolue à l'US tourquennoise lors de la saison 1934-1935 avant de rejoindre l'Amiens AC. Il y joue deux saisons pour un total de 57 matchs toutes compétitions confondues.
L'Amiens AC abandonnant le professionnalisme, il rejoint l'Excelsior de Roubaix-Tourcoing en première division puis les SR Colmar pour la saison 1938-1939.
Dans Le Football en Picardie et l'histoire de ses origines, Paul Delacourt est qualifié de « sympathique, bel athlète courageux dont le pied gauche est faible. ».

## Statistiques
| Saison     | Club                           | Championnat | Championnat | Championnat | Coupe(s) nationale(s) | Coupe(s) nationale(s) | Total | Total |
| Saison     | Club                           | Division    | M.          | B.          | M.                    | B.                    | M.    | B.    |
| 1934-1935  | US tourquennoise               | 2           |             |             |                       |                       | 0     | 0     |
| Sous-total | Sous-total                     | Sous-total  |             |             |                       |                       | 0     | 0     |
| 1935-1936  | Amiens AC                      | 2           | 25          | 0           | 3                     | 0                     | 28    | 0     |
| 1936-1937  | Amiens AC                      | 2           | 28          | 0           | 1                     | 0                     | 29    | 0     |
| Sous-total | Sous-total                     | Sous-total  | 53          | 0           | 4                     | 0                     | 57    | 0     |
| 1937-1938  | Excelsior de Roubaix-Tourcoing | 1           |             |             |                       |                       | 0     | 0     |
| Sous-total | Sous-total                     | Sous-total  |             |             |                       |                       | 0     | 0     |
| 1938-1939  | SR Colmar                      | 2           |             |             |                       |                       | 0     | 0     |
| Sous-total | Sous-total                     | Sous-total  |             |             |                       |                       | 0     | 0     |